# CitizenGO
A CitizenGO egy ultrakonzervatív attitűddel rendelkező lobbiszervezet, amelyet 2013-ban alapítottak Madridban a HazteOir egyesület részeként, amelyet később maga a CitizenGO vett fel.
Egy online platformon keresztül elősegíti az állampolgárok részvételét az élet, a család és a szabadság védelmével kapcsolatos társadalmi kérdésekben és politikai folyamatokban. Nemzetközi szinten az azonos neműek házassága, abortusz és eutanázia elleni petíciókat hirdet.
Kampányaikkal politikai vezetőket, törvényhozást és vállalatokat kívánnak befolyásolni.

## Történelem
A CitizenGO alapítványként jött létre 2013 augusztusában Spanyolországban, a HazteOir szervezet révén, amelyet 2001-ben Ignacio Arsuaga Rato alapított meg. Arsuagát a The MoveOn Effect című könyv ihlette.

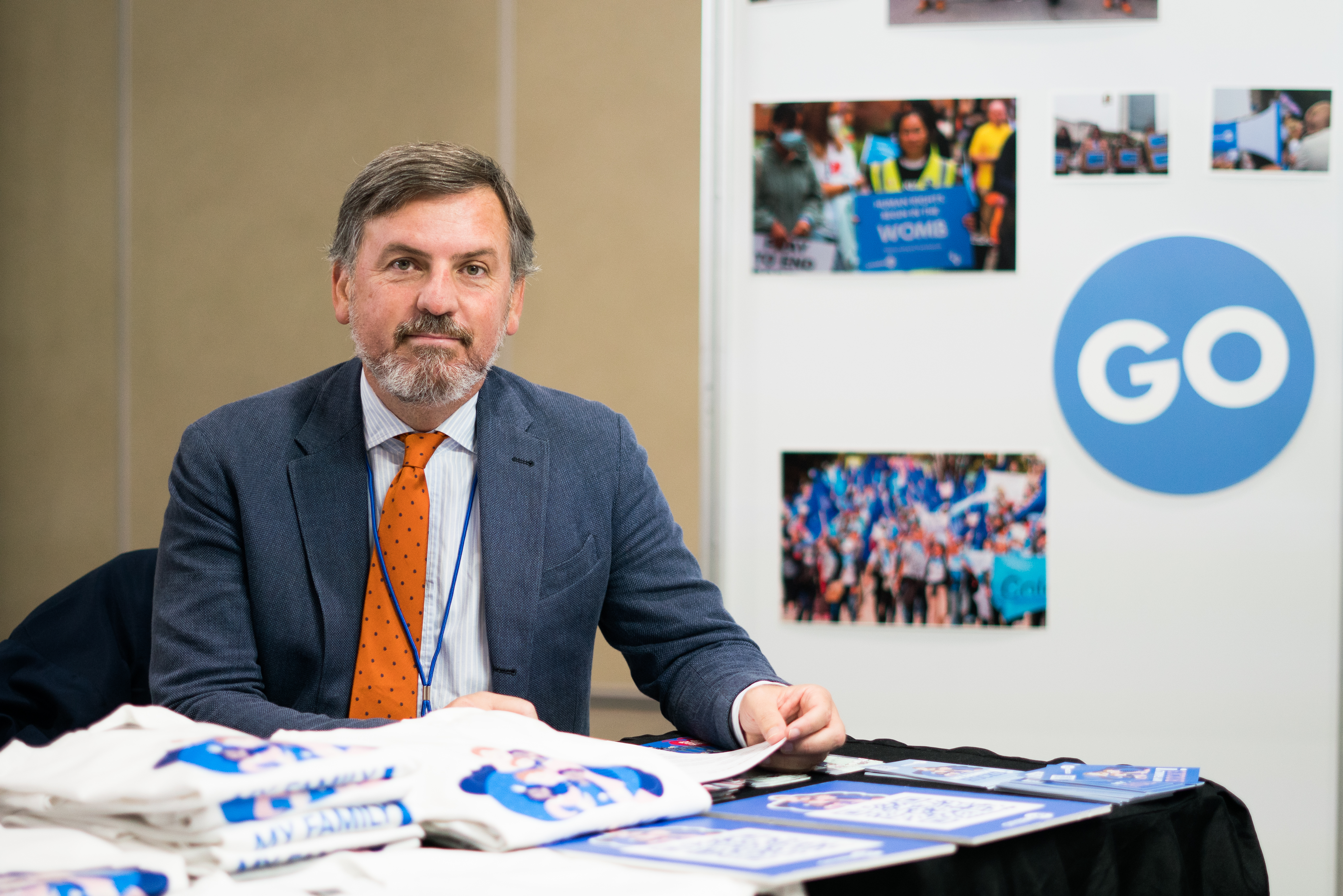
Ignacio Arsuaga, az alapítvány alapítója

2014 júliusa és 2018 között Álvaro Zulueta volt a CitizenGO vezérigazgatója.
A CitizenGO központja Madridban van, és négy kontinens 15 országában van jelen. 2018-ban elérte a 10 millió aktív felhasználót, akik valamikor támogatták valamelyik kampányát az élet, a család és az alapvető szabadságjogok védelmében. A szervezet finanszírozását tagjai online adományai biztosítják, amelyet J. Lester Feder újságíró havi tízezer euróra becsült.
A CitizenGO-t ultrakonzervatív és ultrakatolikus szervezetnek minősítették.

## Kampányok
A CitizenGO aktív polgárok közösségeként mutatja be magát, akik online petíciókat és egyéb akciókat használnak az élet, a család és a (vallás)szabadság védelmére és előmozdítására. A gyakorlatban eszközként szolgál arra, hogy maga köré vonzza a neokonzervatív politikai menetrend képviselőit, és központosítja az abortuszjogok, az azonos neműek házassága, az asszisztált reprodukciós technikák és az iskolai szexuális nevelés elleni tiltakozó akciókat. A gyakorlatban eszközként szolgál arra, hogy maga köré vonzza a neokonzervatív politikai menetrend képviselőit, és központosítja az abortuszjogok, az azonos neműek házassága, az asszisztált reprodukciós technikák és az iskolai szexuális nevelés elleni tiltakozó akciókat.

### Magyarország
A CitizenGO nyilvánosan támogatta Magyarországon az úgynevezett „magzati szívverés törvényt”, a 2022-es rendeletet, amely arra kötelezi az abortuszt akaró nőket, hogy először hallgassák meg a magzat szívverését. Schittl Eszter, a CitizenGO kampányok igazgatója az országban arra hívta fel a figyelmet, hogy ez a törvény „lehetőséget ad a magzatnak, hogy megmutassa anyjának, hogy életben van".

### Spanyolország
2017-ben a HazteOir buszok a homoszexualitás és a transzszexualitás elleni feliratokkal jártak néhány madridi iskolában.
A madridi baloldali városi tanács úgy ítélte meg, hogy az említett kampány gyűlöletet szíthat. A járművek megjelenése különböző szektorokban váltott ki kritikát. A Spanyol Szocialista Munkáspárt (PSOE) egyenlőségi hatóság szóvivője, Ángeles Álvarez, az El País nevû újságban elítélte a számára az „intolerancián alapuló gyűlöletkampányt". A madridi konzisztórium mindenesetre rámutatott, hogy ez a kampány a „szólásszabadság” körébe tartozik.
Ignacio Arsuaga szerint a buszra írt üzenet egyszerűen „egy biológiai tény, amelyet az iskolákban tanulnak a tanulók”. Ez a kampány válasz volt egy korábbi, a transzszexuális gyermekek jogait pártoló kampányra, amely 2017 januárjában a Baszkföld és Navarra megyéinek utcáin lehetett látni, és amely szintén jelentős vitát váltott ki. 
Ezt a kampányt, amely „Bus de la Libertad” (Szabadság Busz) néven trenddé vált, a világ különböző városaiban megismételték hasonló szlogenekkel és reakciókkal. Például Santiago de Chilében, New Yorkban, Bogotában és Mexikóvárosban.

### Egyesült Államok

#### Az élethez való jog
2022 júniusában a CitizenGO ENSZ-konferenciákon, online petíciókon és egyéb fellépéseken keresztül mozgósított a Roe v. Wade 1973-as bírósági ítélet visszavonásával kapcsolatban, amelyben az Egyesült Államok Legfelsőbb Bírósága kimondta, hogy az Amerikai Egyesült Államok alkotmánya védi a várandós nő szabadságát, hogy válasszon abortuszt, túlzott kormányzati korlátozások nélkül. A Roe v. Wade-ügy átalakította az amerikai politikát, az Egyesült Államok nagy részét abortuszpárti és abortuszellenes mozgalmakra osztotta, mindkét oldalon alulról építkező tömörüléseket aktivált. 2022-ben az ítélet hatályon kívül helyezésének lehetőségével a CitizenGO-tól azt védték, hogy „az emberi jogok a fogantatáskor kezdődnek", és hogy „a meg nem született babáknak is vannak jogaik”. Végül az Egyesült Államok Legfelsőbb Bírósága hatályon kívül helyezte a Roe kontra Wade-ügy ítéletét, azt állítva például, hogy az abortuszhoz való általános jog nem volt „mélyen begyökerezve a nemzet történelmébe vagy hagyományaiba”.

#### DC Comics

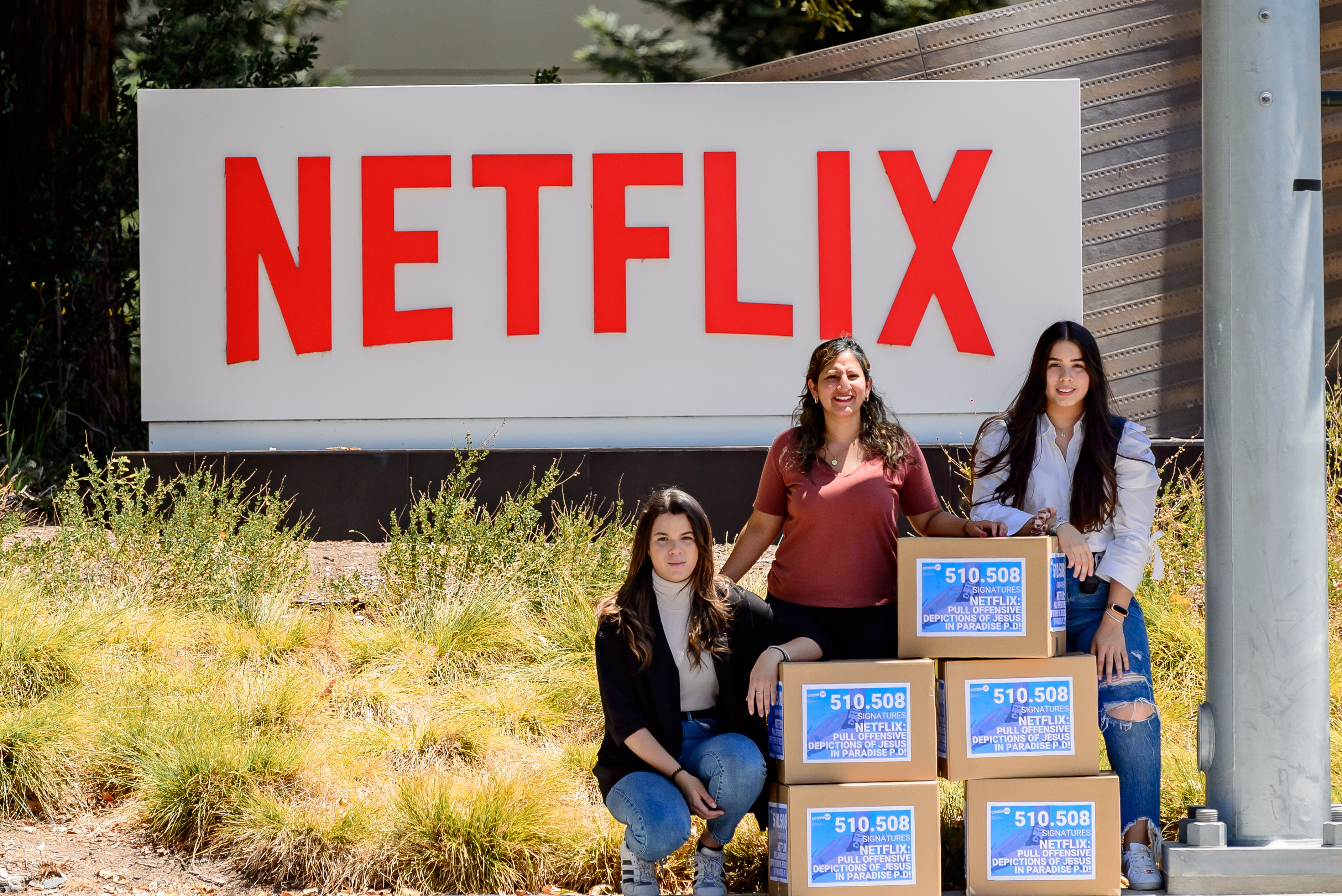
Aláírások átadása a Netflix főhadiszállásán a #StopParadisePD-hez (2021. 07. 21.)

Miután egy CitizenGO-ban közzétett petíció elterjedt, a DC Comics úgy döntött, hogy megszünteti a "Second Coming" („Második eljövetel”) című, Jézusról szóló istenkáromló sorozatot. A vallási közösségek nyilvános felháborodásáról a Fox News figyelmeztetett, és online petíciót indított, amely több mint 230 000 aláírást gyűjtött össze. Válaszul azokra az állításokra, amelyek szerint a sorozat „felháborító és istenkáromló” volt, a DC Comics végül kénytelen volt közvetlenül a 2019. március 6-i premier előtt levenni a sorozatot a mûsoráról.

#### Netflix

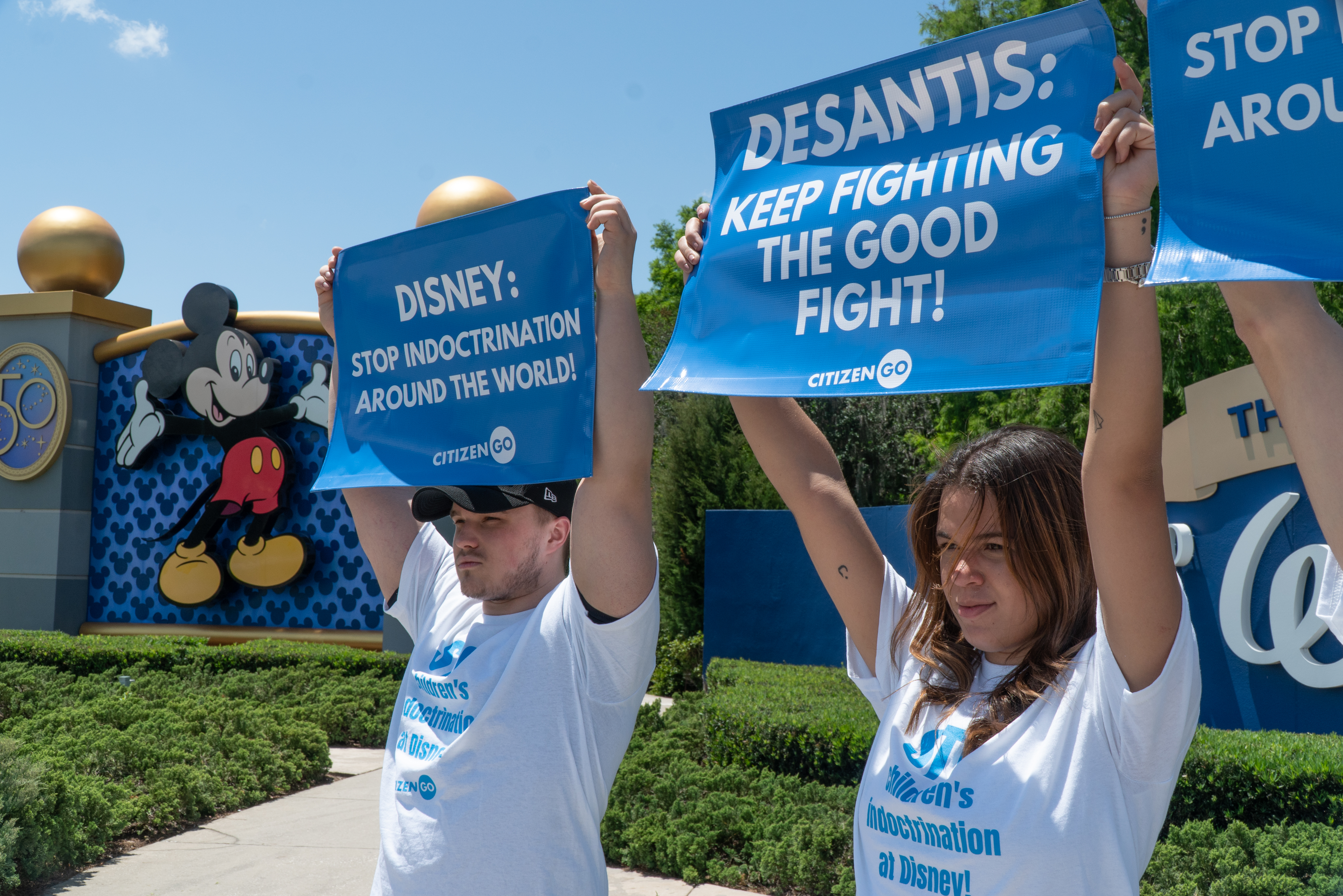
Stunt a floridai Orlandóban. Disney – Állítsd meg az indoktrinációt világszerte!

2018-ban a CitizenGO petíciót indított a karácsonyi különleges Porta dos Fundol törlésére, amelyben Jézust homoszexuálisként, Szűz Máriát házasságtörőként, az apostolokat pedig alkoholistákként ábrázolják. 2019-ben a CitizenGO második petíciót indított, ezúttal a Cuties című filmet bírálva, amelyben a kiskorúakat hiperszexualizált módon mutatták be. 2021-ben is indított petíciót, amelyben arra kérte a Netflixet, hogy törölje a mûsoráról a Paradise P.D' rajzfilmet, amelyben Jézust erőszakos emberként ábrázolják, megsértve a keresztény hitet.

#### Disney

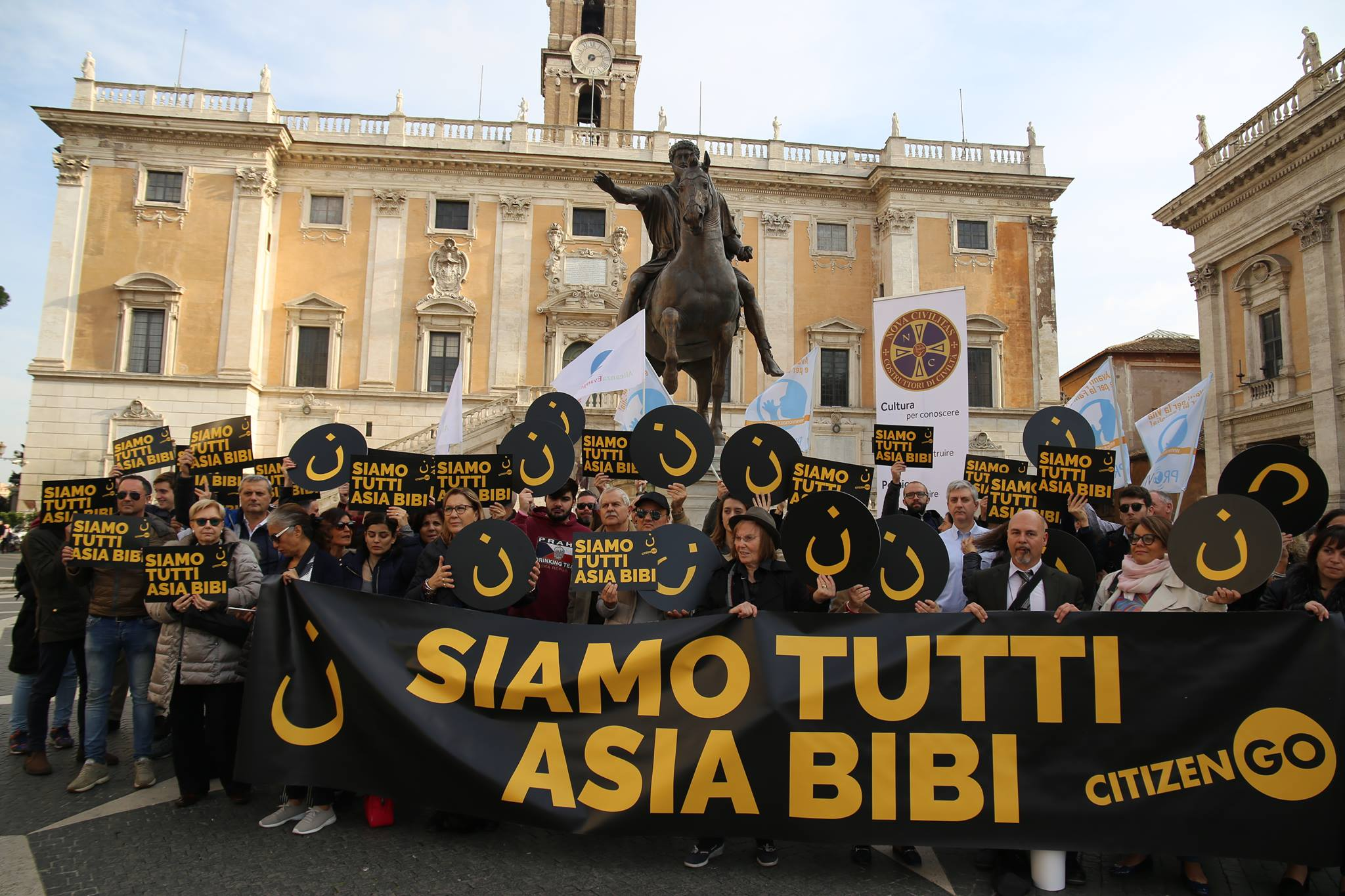
Imavirrasztás Olaszországban

A CitizenGO az évek során tiltakozásokat tartott a Disney irodáiban szerte a világon. 2020-ban a CitizenGO részt vett a Disney részvényeseinek éves beszámoló gyûlésén, ahol a Disney vezérigazgatója, Bob Chapek előtt nyilvánosan elítélték a gyermekek LMBTQ beiktatására irányuló kísérletet.

### Pakisztán
A MasLibres.org platform (amely a CitizenGO-hoz tartozik), más hasonló online petíciós oldalak mellett, aláírásokkal és más állampolgári részvétellel foglalkozó webhelyekkel való együttműködés révén, elérte Asia Bibi szabadon bocsátását és távozását Pakisztánból, hat hónappal azután, hogy a Legfelsőbb Bíróság elutasította a vádakat az állítólagos istenkáromlás bűntette miatt, és 9 év börtön után szabadlábra helyezte.
Egyebek mellett a CitizenGO szerte a világon virrasztásokat szervezett Asia Bibi támogatására, valamint hirdetéseket helyezett el a világ vezető újságjaiban, és felszólította a legfelsőbb vezetőket, hogy támogassák a szabadon bocsátását. Több ezer aláírást juttattak el pakisztáni nagykövetségekre is Európa különböző városaiban.

### Egyesült Királyság

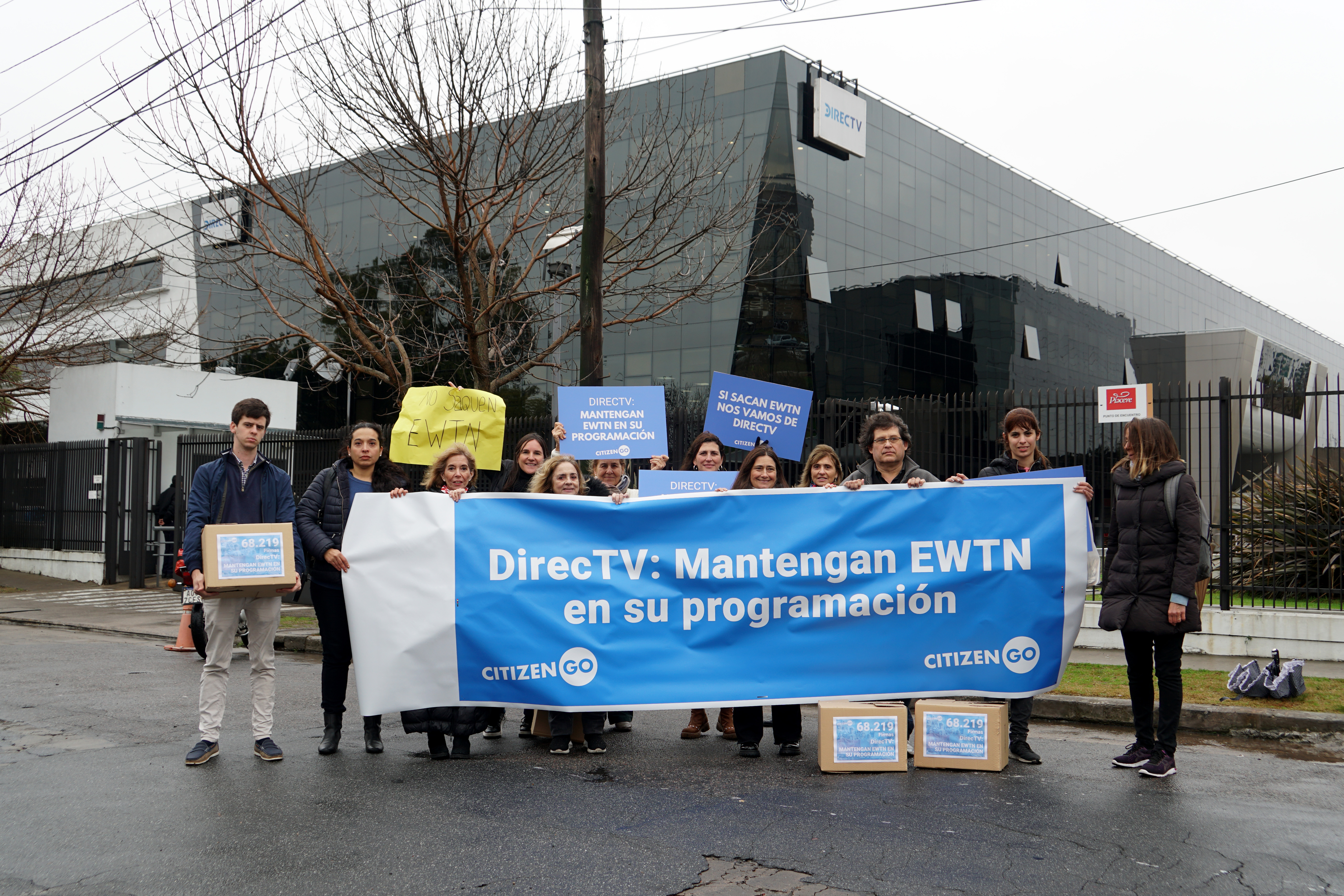
A DirecTV, tartsa meg az EWTN-t

2022-ben a ThisEgg úgynevezett „Családi szexshow”-ját törölték. Ez a program ötéves gyerekeket hívott meg a „szexuális élvezetek" felfedezésére és „szexuális gyakorlatok kipróbálására”, valamint a férfi és női nemi szervek megrajzolására és címkézésére. Szülők ezreinek reakciója nyomán a Twitteren és a szinte 40 000 aláírás után a műsor kénytelen volt elhalasztani az adást.

### Argentína
2022 augusztusában a CitizenGO közel 70 000 aláírást adott át a DirecTV Buenos Aires-i (Argentína) irodájában, és követelte, hogy az EWTN katolikus csatornát tartsa meg műsorán.
Ez a döntés a DirecTV részérôl, mint az ACI Prensa hírügynökség figyelmeztetett rá, mintegy ötmillió katolikus otthont érintett volna, így az EWTN ingyenes vétele Argentínában, Chilében, Kolumbiában, Ecuadorban, Peruban, Uruguayban és a Karibi szigetek némelyikén, például Barbados és Trinidad és Tobago, Aruba és Curacao szigeteken, nem lett volna fogható.

## Fordítás
- Ez a szócikk részben vagy egészben  a   CitizenGo című szlovák Wikipédia-szócikk ezen változatának fordításán alapul.  Az eredeti cikk szerkesztőit annak laptörténete sorolja fel. Ez a jelzés csupán a megfogalmazás eredetét és a szerzői jogokat jelzi, nem szolgál a cikkben szereplő információk forrásmegjelöléseként.